# Domanda walrasiana
La domanda walrasiana, dal nome dell'economista Léon Walras, chiamata anche domanda marshalliana, dall'economista Alfred Marshall, in microeconomia è definibile come quella funzione (o corrispondenza) che associa ad ogni insieme di prezzi dei beni {\displaystyle (p_{1},\ldots ,p_{n})} e patrimonio individuale {\displaystyle w} il paniere di consumo che massimizza l'utilità del consumatore sotto il vincolo di bilancio, il vincolo costituito dal reddito a disposizione del consumatore.
In termini formali si ha:
{\displaystyle \ \mathbf {x} (p_{1},\ldots ,p_{n},w)={\textrm {arg}}\max _{x_{1},\ldots ,x_{n}}U(x_{1},\ldots ,x_{n})\mid \sum _{i=1}^{n}p_{i}x_{i}\leq w}
dove {\displaystyle x_{i}} è appunto la domanda del bene {\displaystyle i} e {\displaystyle U(x_{1},...,x_{n})} è la funzione di utilità.
La domanda walrasiana è dunque il massimizzatore nel problema di massimizzazione dell'utilità individuale, problema di massimo vincolato che rappresenta il duale di quello di minimizzazione della spesa dato il vincolo costituito dall'utilità minima ottenibile, il cui minimizzatore è la domanda hicksiana.

## Proprietà della domanda walrasiana
Data una funzione di utilità continua che rappresenta un sistema di preferenze localmente non soddisfatte, la domanda walrasiana soddisfa le seguenti proprietà:
1. omogeneità di grado zero rispetto ai prezzi e al patrimonio: {\displaystyle \ \forall \lambda \in \mathbb {R} _{+}} si ha {\displaystyle \ \mathbf {x} (\lambda \mathbf {p} ,\lambda w)=\ \mathbf {x} (\mathbf {p} ,w)};
2. legge di Walras: {\displaystyle \ \sum _{i=1}^{n}p_{i}\ x_{i}(\mathbf {p} ,w)=w};
3. convessità/unicità: se il sistema di preferenze è convesso, x(p,w) è un insieme convesso; se il sistema di preferenze è strettamente convesso, x(p,w) è unico e la domanda walrasiana è una funzione.[1]